# Taringa!

Logo.

Taringa! (abgekürzt T!) war eine Online-Community mit einem Webforum und Funktionen sozialer Netzwerke in spanischer Sprache, die im Jahr 2004 von den drei Argentiniern Alberto Nakayama sowie Matías und Hernán Botbol gegründet wurde.
Das Forum war nicht thematisch begrenzt – mit der Ausnahme, dass Erotik betreffende Themen in eine eigene, altersbeschränkte Sektion namens „Poringa“ gepostet werden mussten – und wurde häufig zum Linksharing, auch auf urheberrechtlich problematische Inhalte, genutzt.

## Verbreitung und Nutzung
Taringa! gehörte weltweit zu den beliebtesten Webforen; laut Alexa Internet war es im Jahr 2008 von den reinen Foren (weitergehende Social Networks ausgeschlossen) das mit dem zweithöchsten Traffic weltweit nach vagos.es. Es kam dabei zeitweise unter die beliebtesten 200 Websites überhaupt; am 15. Juli 2012 lag es auf Platz 217. Im März 2008 hatte es mehr als 400.000 registrierte Teilnehmer und kam auf mehr als 500.000 Seitenaufrufe pro Tag. Im Mai 2012 hatte es laut einem Artikel in der Zeitung La Nación 70 Millionen Nutzer. In Argentinien war es im Jahr 2013 laut der Marktforschungsagentur comScore die zweitbeliebteste Online-Community nach Facebook.
Die meisten Nutzer kamen laut Alexa.com aus dem Ursprungsland Argentinien. Daneben waren Chilenen, Uruguayer und Mexikaner ebenfalls stark vertreten. In Argentinien lag die Seite im März 2008 auf Platz 10 der Beliebtheit und auf Platz 3 der aus Argentinien stammenden Websites, in Uruguay auf Platz 14 sowie in fast allen anderen lateinamerikanischen Ländern auf den Plätzen 20 bis 100.

## Organisation und Aufbau
Das Forum benutzte eine eigene Software, die an das englischsprachige Forum Teoti.net angelehnt war und sich von den meisten anderen Foren dadurch unterschied, dass auf der Hauptseite die Threads nicht nach Themen, sondern nach Beliebtheit, Uhrzeit und Nutzern geordnet waren, die jeweiligen Sektionen waren durch Symbole dargestellt.
Die Beiträge der Nutzer konnten mit Hilfe von Punktekonten bewertet werden, diese Funktion war jedoch nur erfahrenen Nutzern vorbehalten. Neue Benutzer durften zunächst nur in einer eigenen Neulingssektion mitdiskutieren, bis sie 70 Punkte gesammelt hatten. Dadurch sollten Unsinnspostings und rein polemische Beiträge vermieden und sichergestellt werden, dass alle Vollmitglieder interessante Themen einbringen.
Die Webseite kündigte am 11. März 2024 an, dass sie ab dem 24. März geschlossen nicht mehr länger erreichbar sein wird, da sich die Trends bei Social-Media-Plattformen ändern und die Monetarisierung in einem solchen Umfeld schwierig sei. Ein Großteil der Nutzer sei mittlerweile bei Reddit untergekommen.

## Rezeption
Taringa wurde in zahlreichen Medien Argentiniens erwähnt und auch häufig als Surftipp empfohlen. Es wurde wegen seiner hohen Nutzerzahl von der Zeitung Clarín als mitverantwortlich für den Niedergang der Auflage von Erotikzeitschriften in Argentinien gemacht, da insbesondere der Erotik-Teil sehr gut besucht sei.

## Erweiterungen
Mit der Zeit integrierte Taringa weitere Dienstleistungen, die über die reine Forenfunktionalität hinausgingen. So näherte es sich mit der Zeit an weitergehende soziale Netzwerke an. Die Forenfunktion machte jedoch weiterhin den weitaus wichtigsten Teil der Website aus.
- Poringa war ein Pornographie- und Erotikforum, das aus Gründen des Jugendschutzes von den anderen Sektionen von Taringa abgetrennt wurde und über eine eigene Domain erreichbar war. Die Funktionalität war jedoch gleich dem Hauptforum.
- Taringa Música wurde 2011 als Plattform für Musiker gegründet, die darüber eigene Aufnahmen der Community zur Verfügung stellen konnten.

Eine Zeitlang war unter dem Namen Fotoringa auch ein Foto-Hosting-Service angeboten, der jedoch wieder eingestellt wurde. Wie in den meisten anderen Webforen müssen daher bei der Einbindung von Multimediadateien andere Hosting-Dienste (z. B. Flickr oder YouTube) in Anspruch genommen werden. Zwischen 2007 und 2009 wurden außerdem die Blog-Plattformen Bloringa und Hotinga angeboten. Ebenfalls war unter wiki.taringa.net zeitweise ein Wiki vorhanden.

## Rechtsstreit um Urheberrechtsverletzungen
2010 entstand eine rechtliche Kontroverse, da viele Nutzer Taringas Links auf urheberrechtlich geschützte Inhalte, insbesondere bei Sharehostern wie Rapidshare oder Megaupload gehostete Dateien, in ihren Beiträgen posteten. Die Gründer wurden von Taringa! von verschiedenen Verlagshäusern und der sie vertretenden Handelskammer Cámara del Libro der Urheberrechtsverletzung angeklagt, dabei ging es um dem Download von Werken der Informatik- und der juristischen Literatur.
Die Verteidigung Taringas argumentierte, den Rechteinhabern ein Formular zur Anzeige rechtswidriger Inhalte anzubieten und angezeigte Links zu löschen. Die Haftung für Links auf rechtswidriges Material ist in Argentinien allerdings nicht genau geregelt. Im Oktober 2011 entschied das zuständige Gericht, den Fall anzunehmen. Nach Ansicht des Gerichts seien sie durch das Dulden von Links auf urheberrechtlich geschütztes Material in den Forenposts mitverantwortlich für widerrechtliche Vervielfältigungen (vgl. Störerhaftung).
Im März 2012 kam es zu einem Abkommen zwischen Taringa! und der Cámara del Libro, in dem sich Taringa! dazu verpflichtete, die Mechanismen zur Vermeidung von Urheberrechtsverletzungen zu verbessern und damit die Klägerin auf die weitere Verfolgung verzichtete.

## Belege
1. 1 2  Trafficdetails für Taringa.net (Memento vom 18. März 2008 im Internet Archive), Alexa.com
2. ↑  Perfil-Artikel (Memento vom 18. März 2008 im Internet Archive) über Taringa
3. 1 2 3  Piden juicio oral para los dueños de Taringa, La Nación, 14. Mai 2012
4. ↑  Taringa!, segunda detrás de Facebook, La Voz del Interior, 7. Dezember 2013
5. ↑  Beschreibung von Taringa! im Internetportal Fabio.com.ar
6. ↑  taringa! cerrará el 24 de marzo (taringa! wird am 24. März geschlossen) (Memento vom 11. März 2024 im Internet Archive). Im Original publiziert auf taringa.net vom 11. März 2024.
7. ↑  Taringa en los medios - Einige Beispiele für die Erwähnung bzw. Empfehlung von Taringa in argentinischen Medien
8. ↑  Artikel in Clarín
9. ↑  No todo lo que circula en la Web es libre, Carranza y Torres, 14. Mai 2012